# Destiny (松橋未樹の曲)
「destiny」（ディスティニー）は、松橋未樹の楽曲。彼女の2枚目のシングルとして2001年6月13日にGIZA studioから発売された。

## 収録曲
1. destiny
作詞：麻越さとみ（RAMJET PULLEY）／作曲：間島和伸（RAMJET PULLEY）／編曲：清水俊也
  - 読売テレビ制作・日本テレビ系列テレビアニメ『名探偵コナン』オープニングテーマ。歌詞は1番ではなく2番が使われている。
  - RAMJET PULLEYの同名曲をカバー。
2. go out of one's way
作詞：松橋未樹／作曲：金子奈未／編曲：清水俊也
3. destiny -A Rainbow In Curved Air Mix-
4. destiny -Instrumental-

## 収録アルバム
- GIZA studio Masterpiece BLEND 2001
- Destiny
- THE BEST OF DETECTIVE CONAN 2 〜名探偵コナン テーマ曲集2〜
- GIZA studio presents -Girls-

| テレビアニメ『名探偵コナン』オープニングテーマ 2001年4月23日 - 2001年11月19日 |                      |                                 |
| 前作: 愛内里菜 『恋はスリル、ショック、サスペンス』                           | 松橋未樹 『destiny』 | 次作: 倉木麻衣 『Winter Bells』 |